# 金御岳インターチェンジ
金御岳インターチェンジ（かねみだけインターチェンジ）は、宮崎県都城市梅北町にある都城志布志道路（飯野松山都城線）のインターチェンジである。
計画当初の仮称は諏訪山インターチェンジ（すわやまインターチェンジ）であった。

## 接続する道路
- 飯野松山都城線

## 歴史
- 2018年（平成30年）2月3日 : 梅北IC - 金御岳IC間開通に伴い供用開始[5]。
- 2021年（令和3年）3月28日 : 金御岳IC - 末吉IC間開通[6][7]。

## 周辺
- 金御岳公園
- 曽於市役所
- 県境（宮崎県・鹿児島県）

## 隣
都城志布志道路（飯野松山都城線）
梅北IC - 金御岳IC - 末吉IC